# Балакін Василь Федорович
Василь Федорович Балакін — радянський військовик, полковник, заступник командувача артилерією Степового фронту по політичній частині. Загинув у вересні  1943 р. на Полтавщині. Похований на території меморіального комплексу Солдатської Слави. Ім'я Балакіна носила вулиця у Полтаві (з 11.08.1944  до 19.05.2023). З травня 2023 року ця вулиця носить назву Семена Антонця.